# Sphegina
Genre
Synonymes
- Marsupium Swinderen, 1822
- Sphecina Agassiz, 1846
- Humatrix Gistel, 1848
- Sphoegina Rondani, 1857

Sous-genres de rang inférieur
- Asiosphegina Stackelberg, 1974
- Sphegina Meigen, 1822

Sphegina est un genre d'insectes diptères de la famille des Syrphidae.

## Classification
Le genre Sphegina a été créé en 1822 par l'entomologiste allemand Johann Wilhelm Meigen (1764-1845),.

### Espèce type
L'espèce-type est Milesia clunipes Fallén, 1816

### Synonymes
- Marsupium Swinderen, 1822[4]
- Sphecina Agassiz, 1846[5]
- Humatrix Gistel, 1848[6]
- Sphoegina Rondani, 1857[7]

### Sous-genres
Sphegina a deux sous-genres :
- Sphegina (Asiosphegina) Stackelberg, 1974[8]
- Sphegina (Sphegina) Meigen, 1822[1]

## Description
Sphegina est un genre de petits syrphes minces,,,. Ils sont répandus dans toute l'Eurasie et l'Amérique du Nord. En vol, ils semblent avoir de longues pattes postérieures qu'ils portent souvent pendantes, ce qui les fait ressembler à des guêpes sphécides ou ichneumonidés. Les Sphegina adultes se trouvent généralement dans des habitats humides et ombragés près de l'eau dans les zones boisées, et plusieurs espèces peuvent souvent être trouvées ensemble. Ils se nourrissent souvent de fleurs blanches et jaunes d’Apiaceae, d’Asteraceae, de Ranunculaceae et de Rosaceae comme Crataegus, Sorbus et Sorbaria. Les larves nichent dans la sève des arbres vivants et morts ou dans le cambium en décomposition sous l'écorce des arbres gisant dans l'eau ou dans d'autres conditions humides. Les larves de certaines espèces ont été découvertes dans les tunnels d'autres insectes xylophages.
Les sphégines ont généralement une face fortement concave et nue chez les deux sexes, des basoflagellomères antennaires ovales à long arista dorsal et pileux ; yeux nus et dichoptiques chez les deux sexes ; poilu postpronotum ; métasternum et katepisternum non pileux ; frange scutellaire ventrale absente ; alula étroite ou absente ; pont postmétacoxal complet et large ; métaleg beaucoup plus long que pro- et mésoleg et avec fémur épaissi ; abdomen pétiolé. Les Sphegina ressemblent aux espèces de leur groupe frère Neoascia mais s'en distinguent par les caractères suivants : face oblique, presque droite, poilue latéralement ; katepisternum généralement poilu ; basoflagellomère généralement allongé, plus long que large ; arista nue et à peu près aussi longue que le basoflagellomère. Les espèces de petite taille de Sphegina peuvent être très similaires à Neoascia par leurs habitudes et elles peuvent être particulièrement difficiles à distinguer dans la nature.

## Espèces fossiles
Selon Paleobiology Database en 2023, le nombre d'espèces fossiles est de deux :
- †Sphegina abrasa Theobald, 1937
- †Sphegina obscura Hull, 1945

## Galerie

Quelsques espèces vivantes du genre Sphegina.
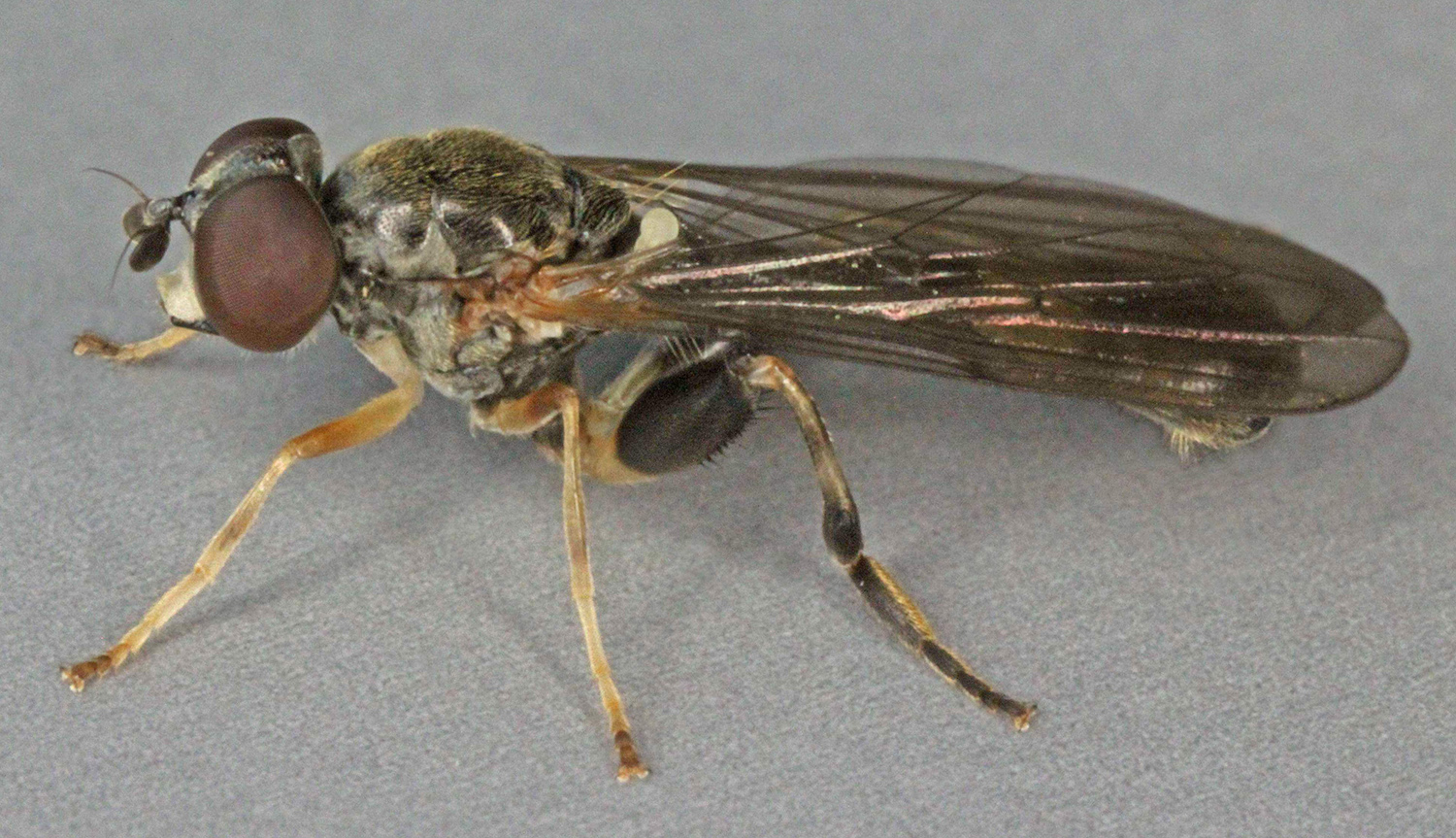
Sphegina clunipes.
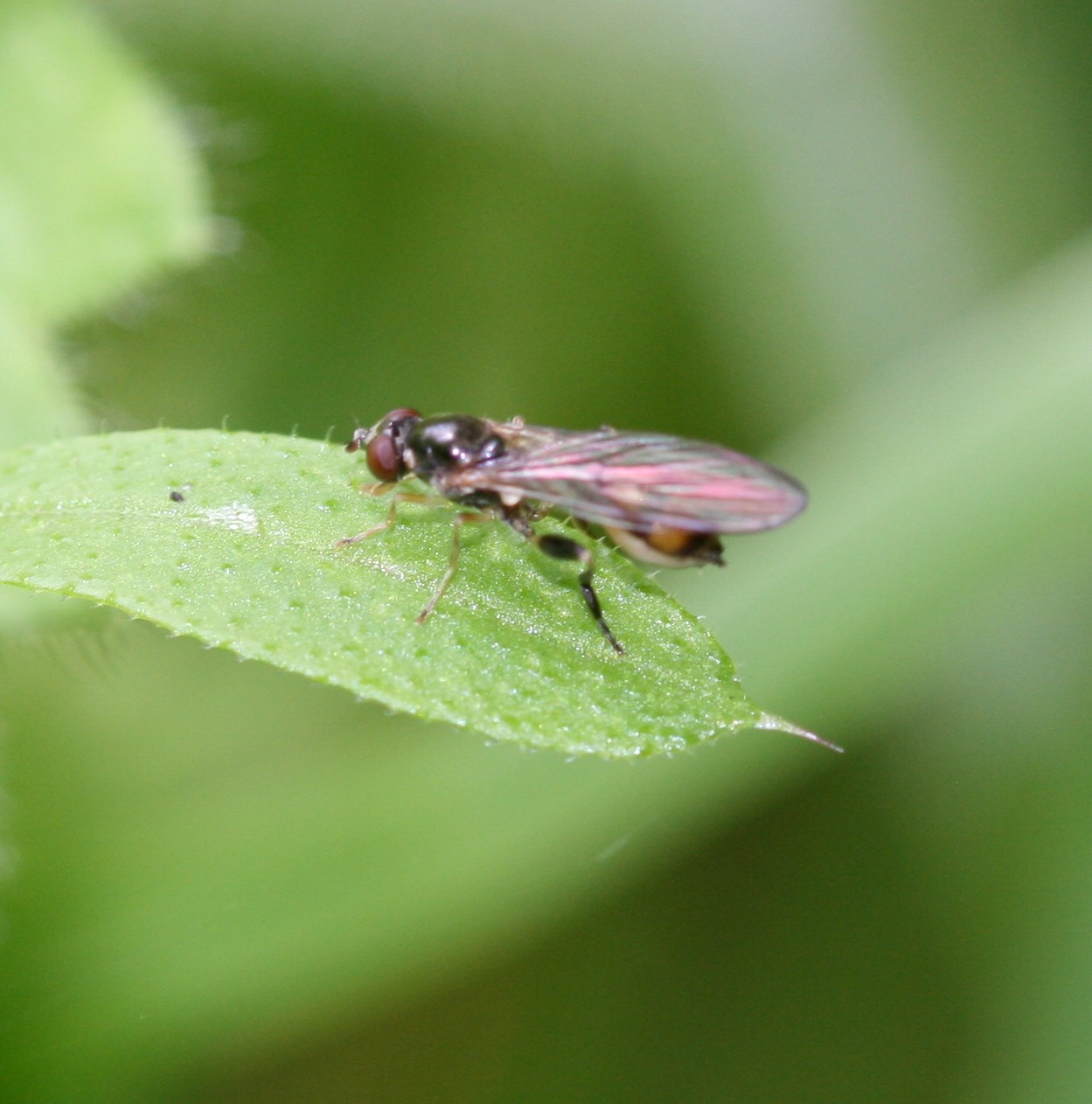
Sphegina elegans - femelle.
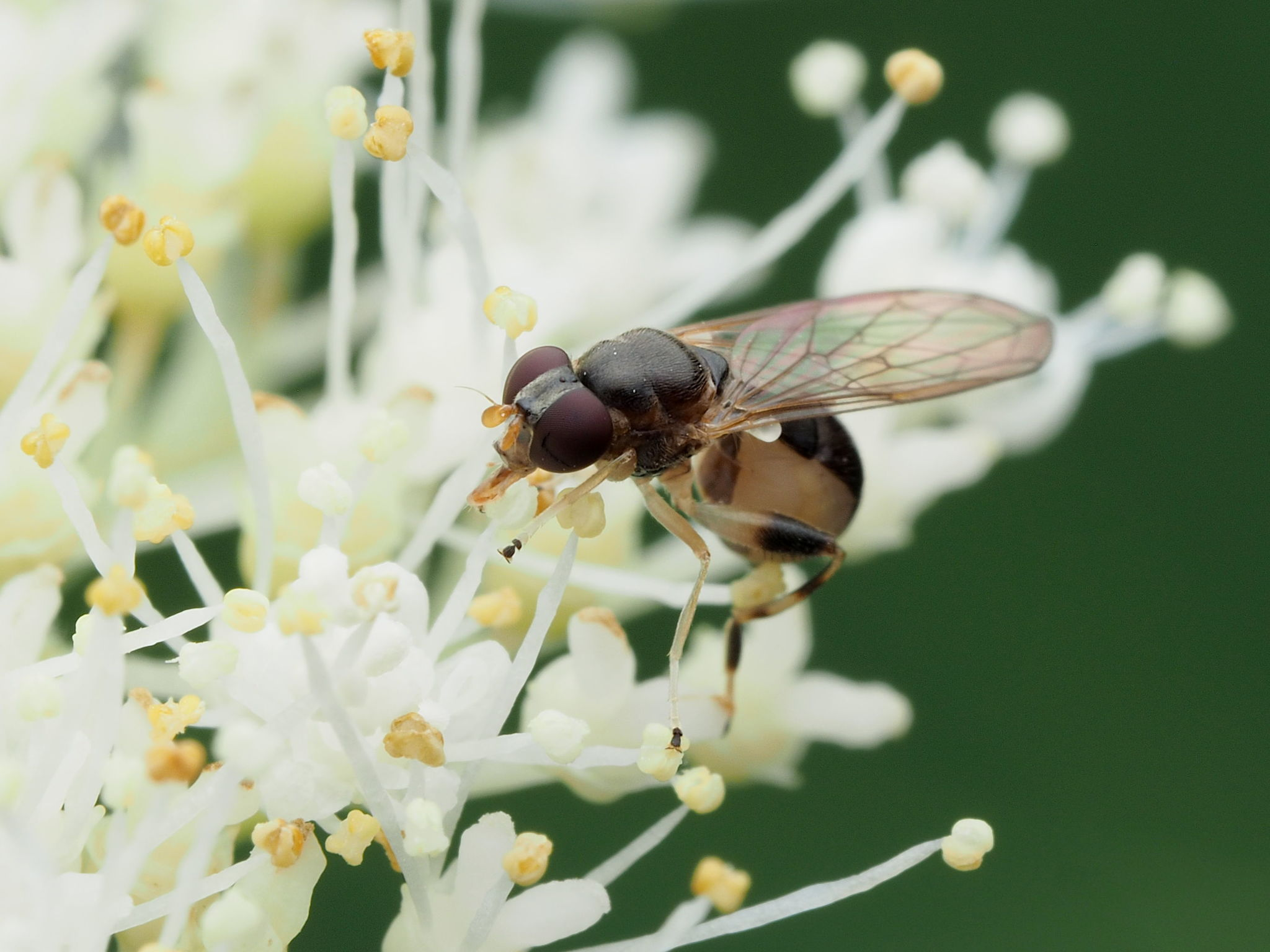
Sphegina keeniana.
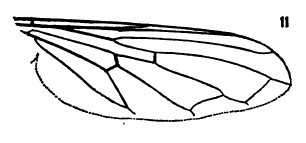
Sphegina keeniana - aile.
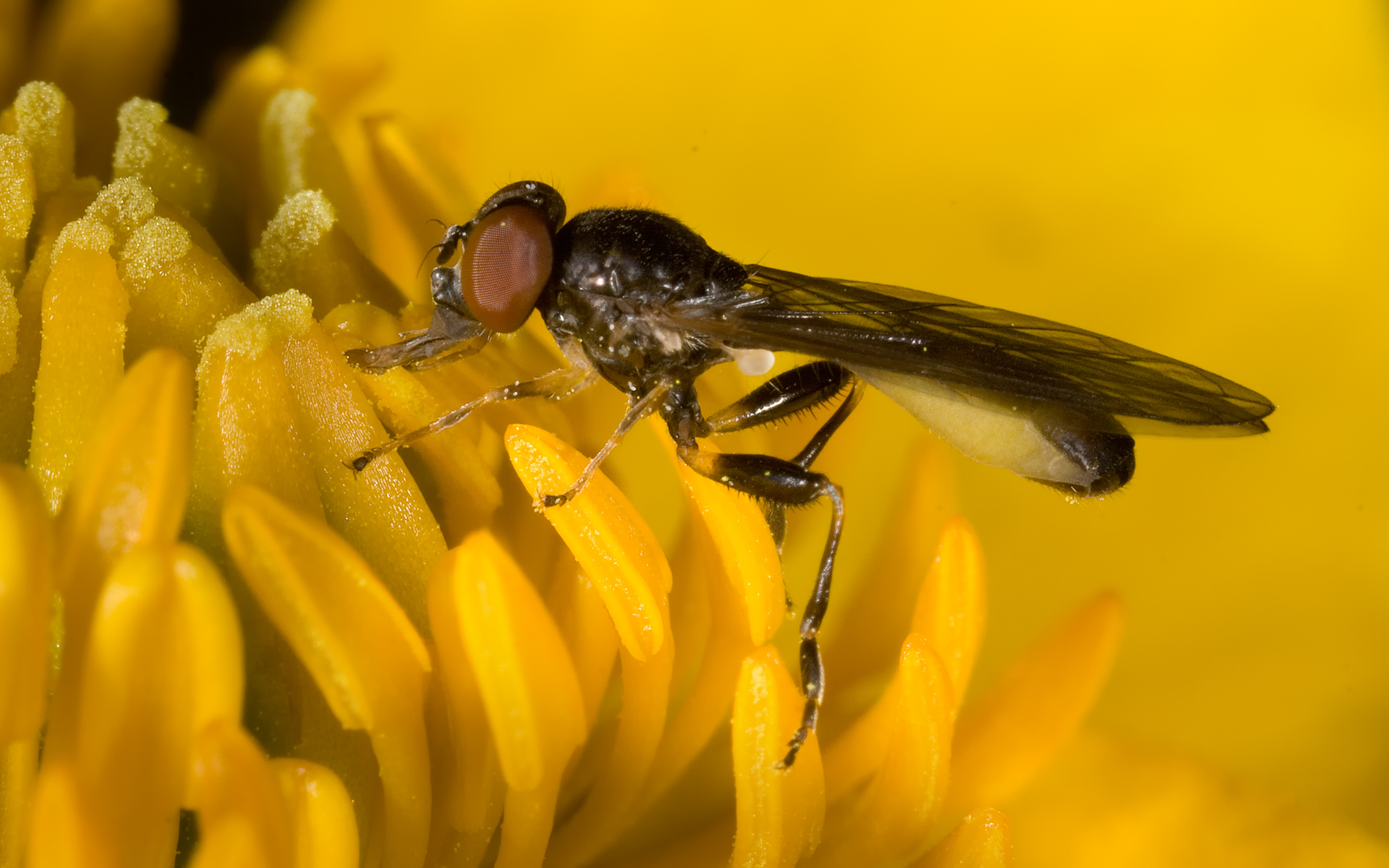
Sphegina montana.
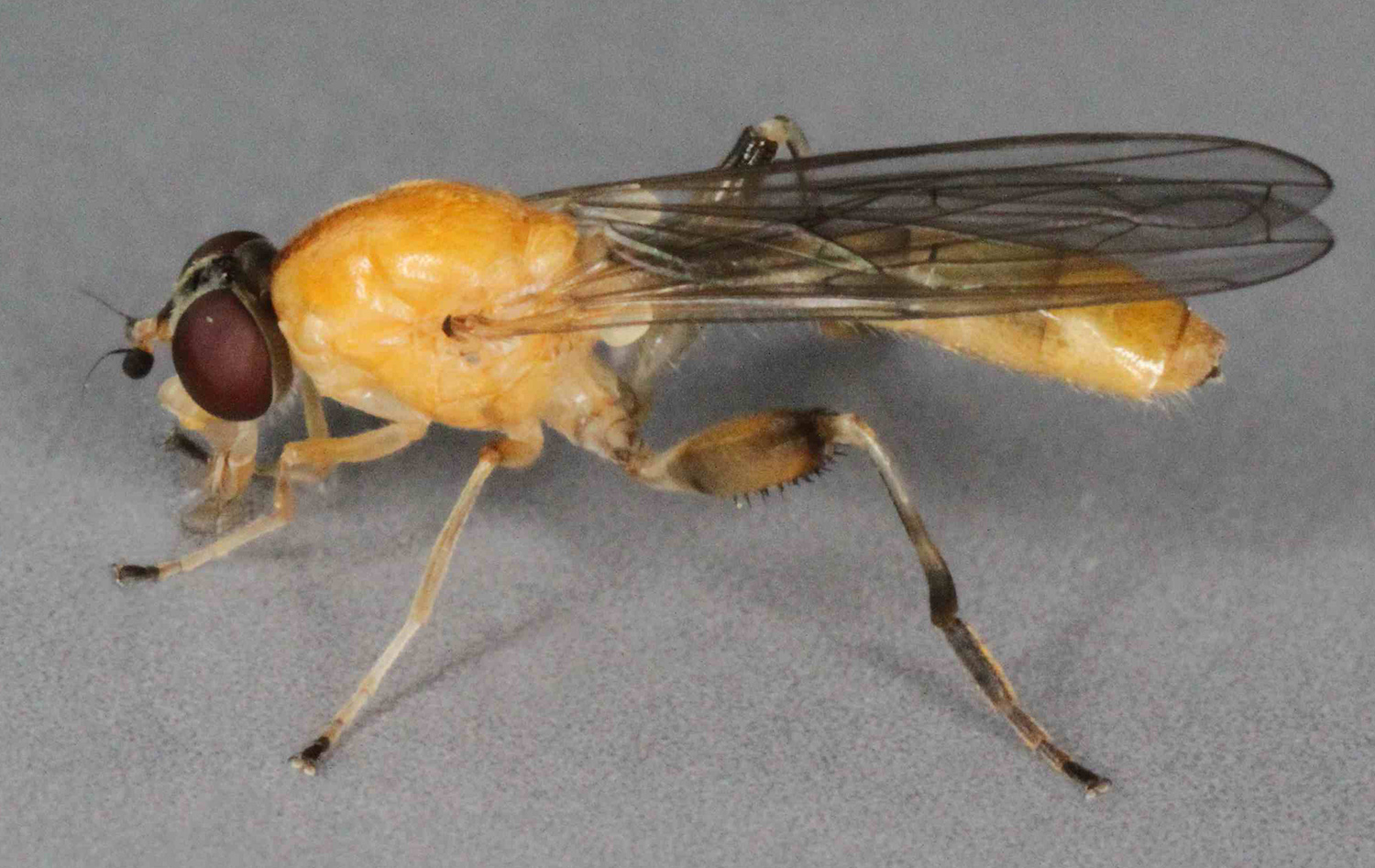
Sphegina sibirica.
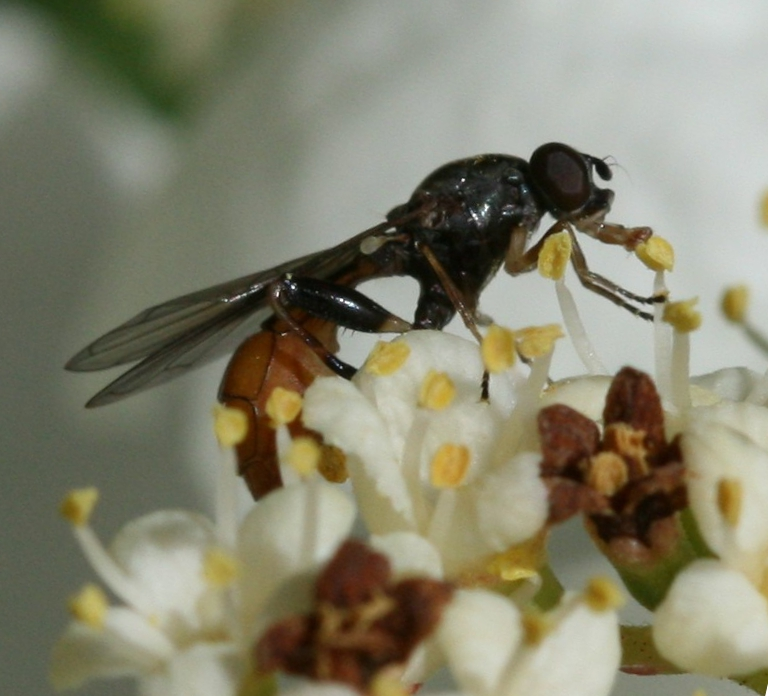
Sphegina sibirica.
- Sphegina sibirica - 55s.

### Publication originale
- Johann Wilhelm Meigen, Systematische Beschreibung der bekannten europäische n zweiflugeligen Insekten, Hamm, Dritter Theil. Schulz-Wundermann, 1822, x, 416, pls. 22–32 (lire en ligne)